# 瓦西尼島
瓦西尼島（Wasini Island）是東非國家肯亞的島嶼，位於該國南部的印度洋，長5公里、寬1公里，該島的嬰兒死亡率為全國最高，主要經濟活動是漁業，人口約1,500。
4°40′S 39°23′E / 4.667°S 39.383°E